# Льюїс Мамфорд
Льюїс Мамфорд (англ. Lewis Mumford; 19 жовтня 1895, Квінз — 26 січня 1990, Емініа) — американський історик, соціолог і філософ техніки. Спеціаліст в області теорії й історії архітектури, містобудування та урбанізму.
Великий вплив на філософію Л. Мамфорда мали роботи шотландського теоретика сера Патріка Ґеддеса.

## Біографія
Льюїс Мамфорд, син Льюїса та Елвіни Мамфорд, ріс бідним. Навчався в різних університетах Нью-Йорка, не закінчивши їх. Свою першу книгу, дослідження літературних утопій («Історія утопій»), він опублікував у 1922 році. Своєю працею про Германа Мелвілла (1929) він сприяв повторному відкриттю цього автора. Зі своєю роботою Sticks and Stones. Дослідження американської архітектури та цивілізації (1924) і незліченна кількість архітектурних оглядів, включаючи New Yorker, Мамфорд став впливовою фігурою в архітектурі та міському плануванні. Мамфорд піклувався про гуманне місто та регіональне планування. Як і в його проникливому дослідженні американської архітектури та цивілізації «Vom Blockhaus zum Skyscraper» (опублікованому в Німеччині в 1925 році Бруно Кассірером), він розумів архітектуру не лише як форму мистецтва. Його основна праця Die Stadt, опублікована в 1961 році. «Історія та перспективи» отримали Національну книжкову премію 1962 року. У своєму «Міфі про машину», опублікованому у двох томах у 1967 та 1970 роках, він описує появу та історію західної цивілізації як технократичної культури, організованої як глобальна мегамашина.